# フォースプリングス
株式会社フォースプリングスは、東京都渋谷区に所在する日本の芸能プロダクション。
過去には関連会社としてagehaspringsを挙げていた。

## 主な所属アーティスト
- 濱田龍臣
- 平井浩基

## 主な過去の所属アーティスト
- 朝田紗綾[2]
- 池上翔馬[3]
- 小池唯[4]
- 高口風都[5]
- 西澤絵美香[6]
- 西澤絵里香[7]
- 吉田三奈[8]
- ローズ・レイチェル[9]
- 和田えりか[10]